# Kostrzyn (gromada)
Kostrzyn – dawna gromada, czyli najmniejsza jednostka podziału terytorialnego Polskiej Rzeczypospolitej Ludowej w latach 1954–1972.
Gromady, z gromadzkimi radami narodowymi (GRN) jako organami władzy najniższego stopnia na wsi, funkcjonowały od reformy reorganizującej administrację wiejską przeprowadzonej jesienią 1954 do momentu ich zniesienia z dniem 1 stycznia 1973, tym samym wypierając organizację gminną w latach 1954–1972.
Gromadę Kostrzyn z siedzibą GRN w mieście Kostrzynie (nie wchodzącym w skład gromady) utworzono – jako jedną z 8759 gromad na obszarze Polski – w powiecie średzkim w woj. poznańskim, na mocy uchwały nr 37/54 WRN w Poznaniu z dnia 5 października 1954. W skład jednostki weszły obszary dotychczasowych gromad Czerlejnko, Glinka Duchowna, Jagodno, Strumiany i Tarnowo oraz część obszaru miejscowości Chorzałki (101,52,97 ha) z dotychczasowej gromady Iwno ze zniesionej gminy Kostrzyn w powiecie średzkim, a także miejscowość Gwiazdowo i obszar o powierzchni 451,23,62 ha z dotychczasowej gromady Sokolniki Gwiazdowskie ze zniesionej gminy Swarzędz w powiecie poznańskim w tymże województwie. Dla gromady ustalono 12 członków gromadzkiej rady narodowej.
1 stycznia 1958 z gromady Kostrzyn wyłączono część obszaru miejscowości Strumiany (36,8743 ha), włączając ją do miasta Kostrzyna w tymże powiecie.
1 stycznia 1960 do gromady Kostrzyn włączono obszary zniesionych gromad Iwno, Klony i Siekierki w tymże powiecie.
4 lipca 1968 do gromady Kostrzyn włączono miejscowości Brzeźno, Dzązgowo, Gułtowy, Józefowo i Sokolniki Dzązgowskie ze zniesionej gromady Gułtowy w tymże powiecie.
1 stycznia 1970 do gromady Kostrzyn włączono 754,90 ha z miasta Kostrzyn w tymże powiecie, natomiast 129,86 ha (część wsi Strumiany) z gromady Kostrzyn włączono do miasta Kostrzyn.
Gromada przetrwała do końca 1972 roku, czyli do kolejnej reformy gminnej. 1 stycznia 1973 w powiecie średzkim reaktywowano gminę Kostrzyn (od 1999 gmina Kostrzyn wchodzi w skład powiatu poznańskiego).